# Samy Claret Tournier
Samy Claret Tournier (* 20. Mai 1999 in Chamonix) ist ein französischer Nordischer Kombinierer.

## Werdegang
Samy Claret Tournier startete auf internationaler Ebene zum ersten Mal am 1. und 2. Oktober 2016 im Rahmen des Alpencups der Nordischen Kombination in Hinterzarten, wo er den 56. und 57. Platz belegte. Seitdem folgen regelmäßig weitere Wettbewerbsteilnahmen. Am 10. und 11. Februar 2018 debütierte Claret Tournier in Eisenerz im Continental Cup, wo er den 42. und 36. Rang erreichte. In der Folge kommt es zu regelmäßigen weiteren Continental-Cup-Teilnahmen; bisher (Stand März 2020) konnte er noch keine Top-30-Platzierung erreichen.
Bei den Nordischen Junioren-Skiweltmeisterschaften 2019 in Lahti belegte Claret Tournier im Einzelwettbewerb über fünf Kilometer den 31. Platz; den zweiten Einzelwettbewerb über zehn Kilometer beendete er nicht.
Am 4. September 2019 debütierte Claret Tournier in Tschagguns im Grand Prix; er belegte den 29. Platz und holte damit direkt seine ersten Grand-Prix-Punkte. Im Saisonverlauf folgten in Planica weitere Teilnahmen am Grand Prix.

## Statistik

### Grand-Prix-Platzierungen
| Saison | Platz | Punkte |
| ------ | ----- | ------ |
| 2019   | 71.   | 002    |